# Aparan
Aparán (armenio: Ապարան) es una comunidad urbana de Armenia perteneciente a la provincia de Aragatsótn.
En 2015, tenía 6400 habitantes.
Se conoce su existencia desde el siglo II, cuando Claudio Ptolomeo menciona la localidad como "Casala". La localidad ha tenido varios nombres posteriormente: en el siglo XVIII fue nombrada "Bash-Abarán" y en 1935 dicho nombre se cambió al actual "Aparán".
La localidad es conocida por haber ocurrido aquí la batalla de Bash Abarán durante la Primera Guerra Mundial.
Se ubica sobre la carretera M3, 20 km al noreste del monte Aragáts y a 59 km de Ereván.